# Nakapanya
Nakapanya ist ein Verwaltungsbezirk (Ward) des Distrikts Tunduru in der tansanischen Region Ruvuma.

## Geografie
Nakapanya liegt im Süden von Tansania etwa 70 Straßen-Kilometer östlich der Distrikthauptstadt Tunduru. Der Bezirk grenzt im Norden an Mindu, im Osten an Namakambale, im Süden an Misechela, im Südwesten an Ligoma und im Westen an Namiungo. Bei der Volkszählung 2022 lebten 8537 Menschen in 2452 Haushalten auf einer Fläche von 173 Quadratkilometern.

## Gliederung
Der Bezirk besteht aus zwei Gemeinden (Mtaa) mit 19 Orten (Kitongoji):
| Nakapanya - Hospitali - Madukani - Mkwajuni - Mnazimmoja - Mawasiliano - Kiwanjani - Mindu ya Leo - Tankini - Miembeni - Mkunguni | Tulieni - Miembeni - Tulieni - Shuleni - Lisaninga - Mgago - Mchololo - Kilimanihewa - Shuleni - Mzalendo |

## Wirtschaft und Infrastruktur
- Bildung: Im Bezirk gibt es eine weiterführende Schule.[8] Die Nakapanya Secondary School ist eine staatliche Schule mit einer Ausbildung bis zur 4. Stufe, die auch die Unterbringung in einem Internat anbietet.[9]
- Gesundheit: In Nakapanya liegt ein staatliches Gesundheitszentrum,[10] in der Gemeinde Tulieni eine staatliche Apotheke.[11]
- Straße: Die wichtigste Verkehrsverbindung ist die asphaltierte Nationalstraße T6, die nach Westen nach Tunduru und weiter in die Regionshauptstadt Songea und nach Osten nach Mtwara führt.[12]

## Sonstiges
Die Gemeinde Mistelbach unterstützt mit den Salvatorianern den Kindergarten in Nakapanya.